# پالایس دی جاستیس
پالایس دی جاستیس (فرانسوی: Palais de Justice de Bruxelles‎) ساختمان اداری ۱۰۵ متری مستقر در شهر بروکسل، بلژیک است، که در سال ۱۸۶۶ احداث گردید.